# Махджоб, Мортеза
Мортеза Махджоб (перс. مرتضی محجوب‎; 20 марта 1980, Тегеран) — иранский шахматист, гроссмейстер (2007).
Чемпион Ирана 2012 и 2013 гг.
В составе сборной Ирана участник шести шахматных олимпиад (2000—2010 гг.) и 5-го командного первенства мира (2001 г.).

## Изменения рейтинга
| Графики недоступны из-за технических проблем. См. информацию на Фабрикаторе и на mediawiki.org. |